# 日月潭明月宮月老廟

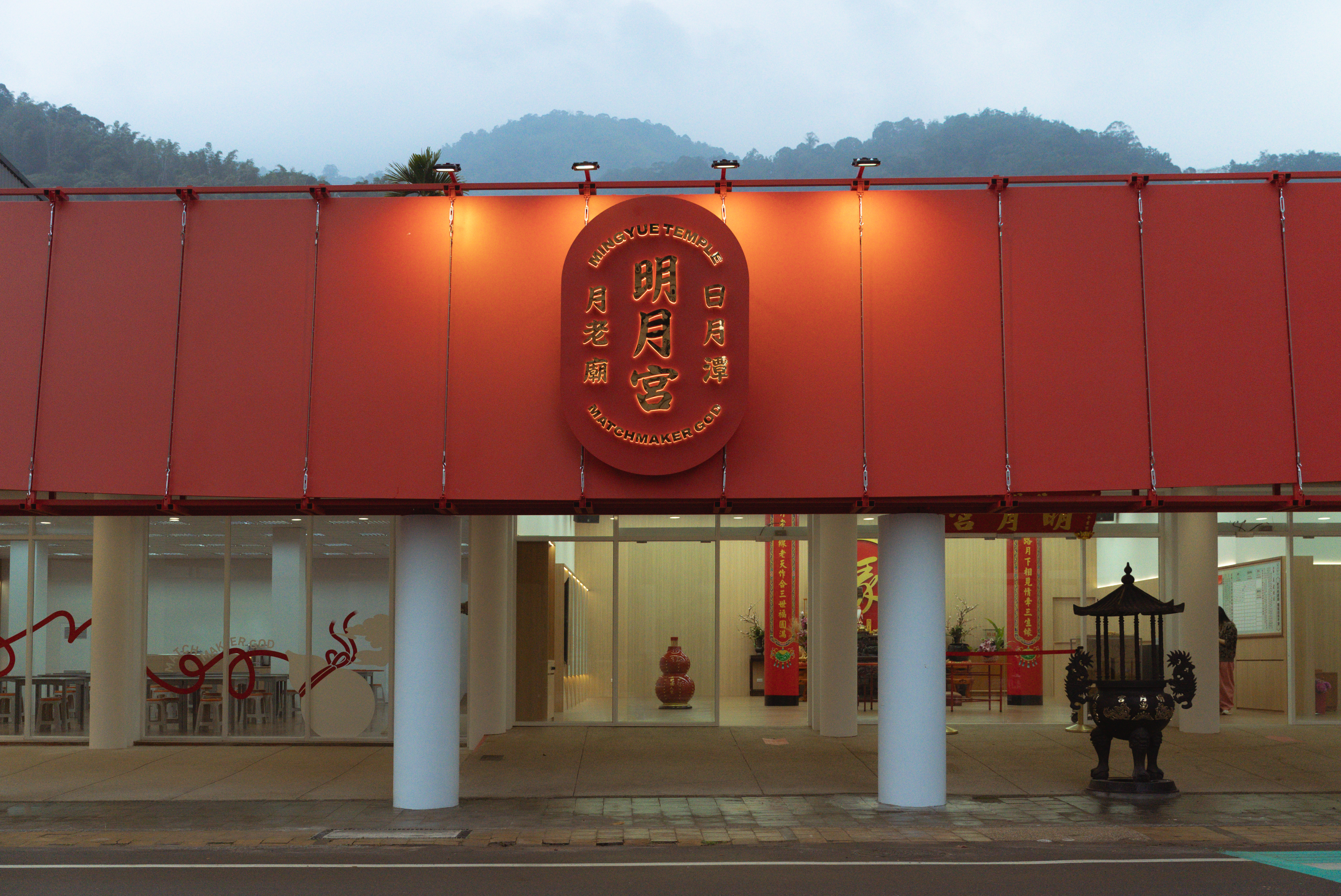
日月潭明月宮臨時行宮正面照

日月潭明月宮月老廟，位於臺灣南投縣魚池鄉，主祀月下老人，是一座以求「各五大姻緣」為主要特色的宮廟。

## 廟史
1978年，日月潭光華島上曾建立月老亭，是當地早期的月老信仰中心。1999年，九二一大地震發生，光華島上的月老亭倒塌，月老神像也因為損毀，暫時中斷了光華島的月老信仰，光華島後續也回歸為邵族祖靈地。
為延續光華島月老信仰，當地眾人於魚池鄉尋覓合適地點，最終在月老的指引下，決定在伊達邵設立新的月老廟，並於2025年1月13日正式於光華島將月老神靈引靈重新開光、請回正式供奉，廟名為「日月潭明月宮」。